# Đắk Som
Đắk Som là một xã thuộc huyện Đắk Glong, tỉnh Đắk Nông, Việt Nam.

## Địa lý
Xã Đắk Som nằm ở phía đông huyện Đắk Glong, có vị trí địa lý:
- Phía đông và phía nam giáp tỉnh Lâm Đồng
- Phía tây giáp các xã Quảng Khê, Đắk Plao và tỉnh Lâm Đồng
- Phía bắc giáp xã Đắk R'măng.

Xã Đắk Som có diện tích 306 km², dân số năm 2019 là 9.699 người, mật độ dân số đạt 32 người/km².
Trên địa bàn xã có quốc lộ 28 đi qua. Ngoài ra, vườn quốc gia Tà Đùng và hồ thủy điện Đồng Nai 3 cũng nằm trên địa bàn xã.

## Hành chính
Xã Đắk Som được chia thành 4 thôn: 1, 2, 3, 4 và 5 bon: B'Dơng, B'Nơr, B'Srê A, B'Srê B, Pang So.

## Lịch sử
Xã Đắk Som được thành lập vào ngày 24 tháng 3 năm 1998 trên cơ sở 7.500 ha diện tích tự nhiên và 1.315 người của xã Đắk Plao. Khi mới thành lập, xã thuộc huyện Đắk Nông, tỉnh Đắk Lắk.
Ngày 27 tháng 6 năm 2005, huyện Đắk Nông được chia thành hai đơn vị hành chính là thị xã Gia Nghĩa và huyện Đắk Glong, xã Đắk Som thuộc huyện Đắk Glong.
Ngày 6 tháng 7 năm 2010, Chính phủ ban hành Nghị quyết 28/NQ-CP. Theo đó, điều chỉnh toàn bộ 22.974 ha diện tích tự nhiên và 712 người của xã Đắk Plao về xã Đắk Som quản lý.
Sau khi điều chỉnh địa giới hành chính, xã Đắk Som có 30.695 ha diện tích tự nhiên và 5.365 người.